# FC Twente in het seizoen 2008/09 (vrouwen)
Het seizoen 2008/2009 was het tweede seizoen in het bestaan van het vrouwenelftal van de Enschedese voetbalclub FC Twente. De Tukkers speelden in de Eredivisie en namen deel aan de KNVB beker, totdat de KNVB alle betaald voetbalorganisaties uit dat toernooi nam.

## Selectie en technische staf
Trainer Mary Kok-Willemsen kon voor dit seizoen beschikken over twee doelvrouwen. Eerste doelvrouw Nadja Olthuis verloor in het begin van het seizoen haar basisplaats door een blessure aan Tiffany Loeven. Olthuis was de rest van het seizoen geblesseerd. Manon Bosch uit de jeugdopleiding nam daardoor plaats op de bank en speelde nog een tweetal duels mee. De verdediging werd doorgaans gevormd door Mirte Roelvink, Félicienne Minnaar, Carola Winter en Lorca Van De Putte. Marloes de Boer kon pas tegen het eind van het seizoen weer in actie komen. Daarnaast had Kok-Willemsen de beschikking over Jolijn Heuvels, Siri Worm en Larissa Wigger. Nora Häuptle speelde uiteindelijk maar vier duels, waarna ze weer vertrok.
Op het middenveld werd doorgaans gekozen voor Marloes Hulshof, Maayke Heuver en Anouk Dekker. Sanne Pluim en Janneke Bijl kozen er gaandeweg het seizoen voor om te stoppen met voetbal. Amber van der Heijde miste de eerste seizoenhelft door blessureleed, maar pikte in de tweede seizoenhelft haar wedstrijden mee. In de voorhoede speelden Marlous Pieëte, Laura Geurts en Carmen Bleuming. Gaandeweg het seizoen werd ook Ellen Jansen uit de jeugdopleiding toegevoegd, die direct een basisplaats veroverde. Anneloes Kock kwam door blessureleed niet in actie.
| Nr. |                      | Naam                 | Positie      | Leeft. | Seiz. |
| --- | -------------------- | -------------------- | ------------ | ------ | ----- |
| 1   | Vlag van Nederland   | Nadja Olthuis        | doelvrouw    | 22     | 2     |
| 2   | Vlag van Nederland   | Mirte Roelvink       | verdediger   | 22     | 2     |
| 3   | Vlag van Nederland   | Marloes de Boer      | verdediger   | 26     | 2     |
| 4   | Vlag van Duitsland   | Carola Winter        | verdediger   | 21     | 2     |
| 5   | Vlag van België      | Lorca Van De Putte   | verdediger   | 20     | 2     |
| 6   | Vlag van Nederland   | Janneke Bijl         | middenvelder | 23     | 2     |
| 7   | Vlag van Nederland   | Marloes Hulshof      | middenvelder | 18     | 1     |
| 8   | Vlag van Nederland   | Sanne Pluim          | middenvelder | 20     | 2     |
| 9   | Vlag van Nederland   | Anouk Dekker         | aanvaller    | 21     | 2     |
| 10  | Vlag van België      | Lenie Onzia          | middenvelder | 19     | 1     |
| 11  | Vlag van Nederland   | Marlous Pieëte       | aanvaller    | 19     | 2     |
| 12  | Vlag van Nederland   | Maayke Heuver        | middenvelder | 18     | 1     |
| 13  | Vlag van Nederland   | Anneloes Kock        | aanvaller    | 19     | 2     |
| 14  | Vlag van Nederland   | Félicienne Minnaar   | middenvelder | 19     | 1     |
| 15  | Vlag van Nederland   | Jolijn Heuvels       | verdediger   | 21     | 2     |
| 16  | Vlag van Nederland   | Amber van der Heijde | middenvelder | 19     | 2     |
| 17  | Vlag van Nederland   | Larissa Wigger       | verdediger   | 16     | 1     |
| 18  | Vlag van Nederland   | Siri Worm            | aanvaller    | 16     | 1     |
| 19  | Vlag van Nederland   | Carmen Bleuming      | aanvaller    | 18     | 1     |
| 20  | Vlag van Nederland   | Laura Geurts         | aanvaller    | 17     | 1     |
| 21  | Vlag van Zwitserland | Nora Häuptle         | verdediger   | 24     | 1     |
| 22  | Vlag van Nederland   | Tiffany Loeven       | doelvrouw    | 18     | 1     |
| 26  | Vlag van Nederland   | Ellen Jansen         | aanvaller    | 15     | 1     |

|                    | Naam               | Functie              |
| ------------------ | ------------------ | -------------------- |
| Vlag van Nederland | Mary Kok-Willemsen | Manager              |
| Vlag van Nederland | Arjan Veurink      | Assistent trainer    |
| Vlag van Nederland | Henny Ardesch      | Keeperstrainer       |
| Vlag van Nederland | Harry Dost         | Inspanningsfysioloog |

| Loeven Roelvink Minnaar Winter Van De Putte Hulshof Jansen Dekker Heuver Onzia Pieëte |
| Meest gebruikelijke formatie.                                                         |

## Transfers

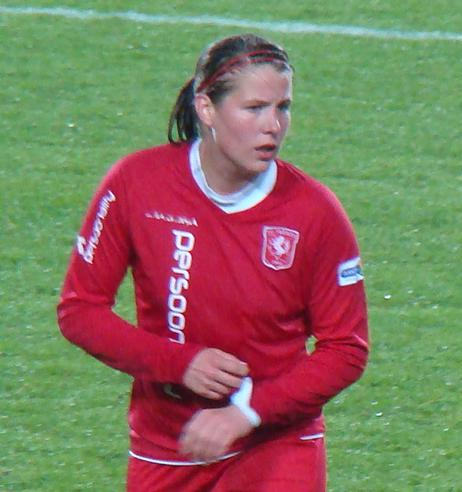
Lenie Onzia kwam over van Arsenal.

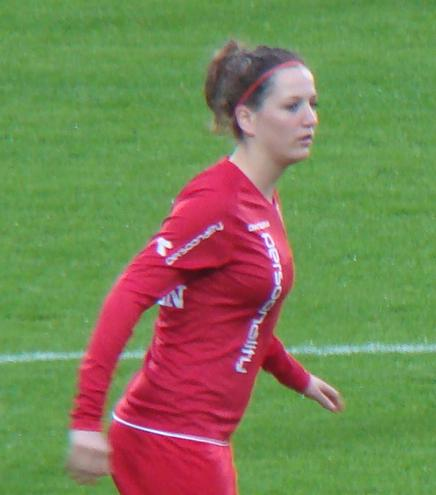
Ellen Jansen werd tijdens de eerste seizoenhelft aan de selectie toegevoegd.

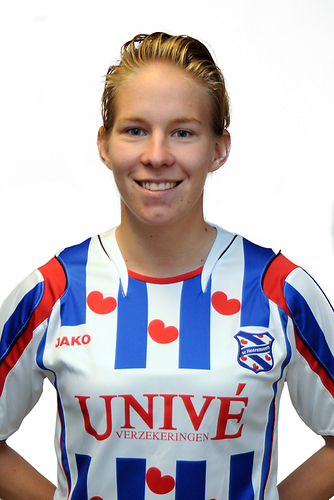
Sylvia Smit vertrok naar sc Heerenveen.

### Aangetrokken
| Nr. | Nat. | Naam               | Leeft. | Van                      | Type         | Periode | Contract tot | Transfersom |
| --- | ---- | ------------------ | ------ | ------------------------ | ------------ | ------- | ------------ | ----------- |
| 20  | NL   | Laura Geurts       | 17     | RKHVV                    | Transfervrij | Zomer   | medio 2009   | n.v.t.      |
| 14  | NL   | Félicienne Minnaar | 19     | Arsenal LFC              | Transfervrij | Zomer   | medio 2009   | n.v.t.      |
| 10  | BE   | Lenie Onzia        | 19     | Arsenal LFC              | Transfervrij | Zomer   | medio 2009   | n.v.t.      |
| 21  | CH   | Nora Häuptle       | 24     | FFC Zuchwill 05          | Transfervrij | Zomer   | medio 2009   | n.v.t.      |
| 22  | NL   | Tiffany Loeven     | 18     | Eigen jeugd / VV VIOD    | Transfervrij | Zomer   | medio 2009   | n.v.t.      |
| 7   | NL   | Marloes Hulshof    | 18     | Eigen jeugd / De Tukkers | Transfervrij | Zomer   | medio 2009   | n.v.t.      |
| 12  | NL   | Maayke Heuver      | 17     | Eigen jeugd / DOS '37    | Transfervrij | Zomer   | medio 2009   | n.v.t.      |
| 19  | NL   | Carmen Bleuming    | 18     | Eigen jeugd / VOGIDO     | Transfervrij | Zomer   | medio 2009   | n.v.t.      |
| 17  | NL   | Larissa Wigger     | 16     | Eigen jeugd / STEVO      | Transfervrij | Zomer   | medio 2009   | n.v.t.      |
| 18  | NL   | Siri Worm          | 16     | Eigen jeugd / DZC'68     | Transfervrij | Zomer   | medio 2009   | n.v.t.      |
| 26  | NL   | Ellen Jansen       | 16     | Eigen jeugd              | Transfervrij | 1e SH   | medio 2009   | n.v.t.      |

#### Vertrokken
| Nr. | Nat. | Naam                   | Leeft. | Naar                | Type               | Periode | Transfersom | Wed. | Dlpt. |
| --- | ---- | ---------------------- | ------ | ------------------- | ------------------ | ------- | ----------- | ---- | ----- |
| 16  | NL   | Aniek Schepens         | 18     | Roda JC             | Einde contract     | Zomer   | n.v.t.      | 12   | 0     |
| 11  | NL   | Sylvia Smit            | 21     | sc Heerenveen       | Einde contract     | Zomer   | n.v.t.      | 25   | 15    |
| 9   | NL   | Marieke van Ottele     | 26     | RKHVV               | Einde contract     | Zomer   | n.v.t.      | 22   | 5     |
| 2   | NL   | Marije Brummel         | 23     | sc Heerenveen       | Einde contract     | Zomer   | n.v.t.      | 25   | 1     |
| 10  | NL   | Jessica Torny          | 27     | Willem II           | Einde contract     | Zomer   | n.v.t.      | 14   | 6     |
| 1   | NL   | Anne Garretsen         | 19     | RKHVV               | Einde contract     | Zomer   | n.v.t.      | 10   | 0     |
| 17  | NL   | Floranne van den Broek | 19     | Be Quick '28        | Einde contract     | Zomer   | n.v.t.      | 5    | 0     |
| 19  | NL   | Malenthe Lugtmeier     | 18     | Be Quick '28        | Einde contract     | Zomer   | n.v.t.      | 15   | 1     |
| 14  | NL   | Rebecca Tousalwa       | 32     | ASV Wartburgia      | Einde contract     | Zomer   | n.v.t.      | 4    | 0     |
| 21  | CH   | Nora Häuptle           | 25     | FC Rot-Schwarz Thun | Contract ontbonden | 1e SH   | n.v.t.      | 4    | 1     |
| 8   | NL   | Sanne Pluim            | 21     | Gestopt             | Contract ontbonden | 1e SH   | n.v.t.      | 12   | 0     |
| 6   | NL   | Janneke Bijl           | 23     | Gestopt             | Contract ontbonden | 1e SH   | n.v.t.      | 27   | 2     |

## Samenvatting
Het seizoen 2008/2009 was het 2e jaar voor het vrouwenelftal in het bestaan van de Enschedese voetbalclub FC Twente. De Tukkers kwamen uit in de Nederlandse Eredivisie, en namen deel aan het toernooi om de KNVB beker.
Het elftal werkte de meeste wedstrijden dit seizoen af op Sportpark Slangenbeek van de amateurvereniging ATC'65 uit Hengelo, omdat het FC Twente-trainingscentrum dat seizoen verbouwd werd. Aanvoerster was Marloes de Boer, maar omdat zij gedurende bijna het hele seizoen geblesseerd was droegen eerst Sanne Pluim en later Anouk Dekker de band. Gedurende de eerste seizoenshelft besloten Sanne Pluim en Janneke Bijl te stoppen met voetbal, keerde Nora Häuptle terug naar Zwitserland en werd Ellen Jansen aan de selectie toegevoegd.

### Eredivisie
In de competitie werden voornamelijk in de eerste seizoenshelft tegenvallende prestaties geboekt en werd er erg wisselvallig gepresteerd. Door een sterke reeks na de winterstop wist het elftal uiteindelijk op te klimmen naar een vijfde plaats.

### KNVB beker
In de KNVB beker werd in de 2e ronde van HZVV gewonnen. In Hoogeveen werd het 2-0. Daarna werd bekend dat de KNVB alle Eredivisieclubs uit het bekertoernooi haalde met het oog op het EK2009. Hierdoor kon FC Twente haar titel niet verdedigen.

### Blessures
Gedurende het seizoen waren er nogal wat speelsters die te kampen hadden met blessures. Zo waren Marloes de Boer, Janneke Bijl en Amber van der Heijde vanaf het begin geblesseerd. Bijl was de eerste van de drie die haar rentree maakte. De Boer en Van der Heijde maakten echter pas in de tweede competitiehelft hun rentree. Na de tweede competitiewedstrijd brak eerste doelvrouw Nadja Olthuis haar been op de training, waardoor ook zij langdurig was uitgeschakeld. Daarnaast was ook Larissa Wigger gedurende de eerste seizoenhelft een aantal weken uitgeschakeld. Ten slotte kreeg ook Anneloes Kock een blessure te verwerken, waardoor zij dit seizoen niet meer in actie kan komen.

## Wedstrijden

### Oefenduels
| Datum + plaats            | Wedstrijd                                | Uitslag       | Scoreverloop |
| ------------------------- | ---------------------------------------- | ------------- | --- |
| 2 augustus 2008 Timmel    | Sus Timmel - FC Twente                   | 0 - 6 (0 - 2) | 8' Dekker 0-1, 25' Onzia 0-2, 55' Worm 0-3, 60' Hulshof 0-4, 70' Worm 0-5, 78' Hulshof 0-6.                            |
| 7 augustus 2008 Losser    | Losser B1 (jongens) - FC Twente          | 1 - 4 (1 - 3) | 32' Hulshof 0-1, 35' Heuver 0-2, 37' Dekker 0-3, 42' Losser 1-3, 76' Pluim 1-4.                                        |
| 11 augustus 2008 Hengelo  | FC Twente - FC Berghuizen A1 (jongens)   | 0 - 1 (0 - 1) | |
| 16 augustus 2008 Enschede | Victoria'28 B1 (jongens) - FC Twente     | 2 - 1 (1 - 0) | Victoria'28 1-0, Pieëte 1-1, Victoria'28 2-1                                                                           |
| 9 september 2008 Hengelo  | FC Twente - Denemarken -18               | 5 - 2 (3 - 0) | 1' Heuver 1-0, 22' Dekker 2-0, 29' Pieëte 3-0, Denemarken 3-1, 50' Dekker (pen.) 4-1, 55' Bleuming 5-1, Denemarken 5-2 |
| 18 september 2008 Losser  | Losser B1 (jongens) - FC Twente          | 3 - 2 (1 - 0) | Losser 1-0, Onzia 1-1, Onzia 1-2, Losser 2-2, Losser 3-2                                                               |
| 22 september 2008 Zwolle  | Be Quick '28 - FC Twente                 | 0 - 4 (0 - 1) | 41' Onzia 0-1, 53' Onzia 0-2, 59' Geurts 0-3, 72' Onzia 0-4                                                            |
| 23 oktober 2008 Eibergen  | FC Eibergen B1 (jongens) - FC Twente     | 0 - 2 (0 - 0) | 81' Kock 0-1, 86' Kock 0-2                                                                                             |
| 30 oktober 2008 Enschede  | Sparta Enschede B1 (jongens) - FC Twente | 1 - 4 (1 - 2) | Sparta Enschede 1-0, Geurts 1-1, Geurts 1-2, Onzia 1-3, Kock 1-4                                                       |
| 17 januari 2009 Zwolle    | Be Quick '28 - FC Twente                 | 0 - 1 (0 - 1) | 15' Onzia 0-1 |
| 16 februari 2009 Enschede | Enschedese Boys B1 (jongens) - FC Twente | 3 - 1 (3 - 1) | 10' Enschedese Boys 1-0, 21' Enschedese Boys 2-0, 26' Enschedese Boys 3-0, 38' Jansen 3-1                              |
| 25 februari 2009 Zeist    | HvA - FC Twente                          | 0 - 3 (0 - 1) | 27' Jansen 0-1, 60' Jansen 0-2, 75' Van der Heijde 0-3                                                                 |
| 4 maart 2009 Ommen        | OZC B1 (jongens) - FC Twente             | 3 - 2 (1 - 1) | 25' Heuver 0-1, 28' OZC 1-1, 50' Roelvink 1-2, 62' OZC 2-2, 75' OZC 3-2                                                |
| 6 mei 2009 Zeist          | HvA - FC Twente                          | 1 - 4 (0 - 3) | Onzia (x2), e.d. HvA, Merel Van Dongen 1-3, Dekker 1-4                                                                 |
| 6 juni 2009 Ommen         | OZC - FC Twente                          | 0 - 10        | Dekker 4×, Onzia 3×, De Kort 1×, Heuver, 1×, Hulshof 1×                                                                |
| 10 juni 2009 Staphorst    | VV Staphorst - FC Twente                 | 0 - 19        | Dekker 7×, Van Brummelen 3×, Heuver 3×, Bleuming 2×, Roelvink 1×, Van der Heijde 1×, Hulshof 1×, Roetgering 1×         |

#### Dragon Cup
| Datum + plaats             | Wedstrijd                                                   | Uitslag | Scoreverloop |
| -------------------------- | ----------------------------------------------------------- | ------- | ------------ |
| 29 augustus 2008 Haltern   | FCR 2001 Duisburg - FC Twente poulewedstrijd groep B        | 1 - 0   |              |
| 30 augustus 2008 Flaesheim | 1. FFC Turbine Potsdam 2 - FC Twente poulewedstrijd groep B | 0 - 1   | Dekker 1×    |
| 30 augustus 2008 Flaesheim | DJK Eintracht Coesfeld - FC Twente poulewedstrijd groep B   | 0 - 1   | Onzia 1×     |

| Groep B |                          |             |             |             |             |            |            |            |        |
| #       | Land                     | Wedstrijden | Wedstrijden | Wedstrijden | Wedstrijden | Doelpunten | Doelpunten | Doelpunten | Punten |
| #       | Land                     | G           | W           | G           | V           | V          | T          | Saldo      | Punten |
| 1       | FCR 2001 Duisburg        | 3           | 3           | 0           | 0           | 11         | 0          | +11        | 9      |
| 2       | FC Twente                | 3           | 2           | 0           | 1           | 2          | 1          | +1         | 6      |
| 3       | DJK Eintracht Coesfeld   | 3           | 1           | 0           | 2           | 1          | 8          | −7         | 3      |
| 4       | 1. FFC Turbine Potsdam 2 | 3           | 0           | 0           | 3           | 0          | 5          | −5         | 0      |

| Datum + plaats             | Wedstrijd                                       | Uitslag          | Scoreverloop                                |
| -------------------------- | ----------------------------------------------- | ---------------- | ------------------------------------------- |
| 31 augustus 2008 Flaesheim | FCR 2001 Duisburg 2 - FC Twente 1/4 finale      | 1 - 4            | e.d. tegenstander 1×, Roelvink 2×, Onzia 1× |
| 31 augustus 2008 Flaesheim | VfL Wolfsburg - FC Twente 1/2 finale            | 1 - 0            |                                             |
| 31 augustus 2008 Flaesheim | 1. FFC Turbine Potsdam - FC Twente troostfinale | 0 - 0 (4-2 n.s.) |                                             |

Officiële website Dragon Cup
Topscorers in de oefenduels
| # | Naam            | Goals |
| - | --------------- | ----- |
| 1 | Anouk Dekker    | 17    |
| 2 | Lenie Onzia     | 15    |
| 3 | Maayke Heuver   | 7     |
| 4 | Marloes Hulshof | 5     |
| 5 | Mirte Roelvink  | 4     |

### Eredivisie
| |                                                               |           |                                                                             | |
| 21 augustus 2008 | FC Utrecht                                                    | 2-1 (0-1) | FC Twente                                                                   | Opstelling FC Twente: |
| Sportcomplex Zoudenbalch 400 toeschouwers R. van de Waerdt | Lisanne Vermeulen 78' Tessa Oudejans 80'                      |           | Lenie Onzia 2'                                                              | Olthuis, Minnaar, Häuptle, Wigger (61' Worm), Heuver (60' Pieëte), Hulshof, Onzia (83' Winter), Pluim , Roelvink, Dekker, Van De Putte Wigger                                |
| |                                                               |           |                                                                             | |
| 4 september 2008 & 6 oktober 2008 | FC Twente                                                     | 0-3 (0-1) | Willem II                                                                   | Opstelling FC Twente: |
| Sportpark Slangenbeek 600 toeschouwers Wagner/Landman |                                                               |           | Karin Stevens 40' Karin Stevens 70' (pen.) Kirsten van de Ven 90+3'         | Olthuis (60' Loeven), Minnaar, Häuptle (57' Wigger) (60' Van De Putte), Winter, Heuver (46' Pieëte), Hulshof, Onzia, Pluim , Roelvink (60' Bijl), Dekker, Worm Minnaar (69') |
| - De wedstrijd werd in de 60e minuut gestaakt wegens het uitvallen van de lichtinstallatie bij een 0-1 stand. Het duel werd op 6 oktober uitgespeeld.                          |                                                               |           |                                                                             | |
| |                                                               |           |                                                                             | |
| 15 september 2008 | AZ                                                            | 0-0 (0-0) | FC Twente                                                                   | Opstelling FC Twente: |
| Sportcomplex 't Lood 100 toeschouwers B.B. van der Helder |                                                               |           |                                                                             | Loeven, Minnaar, Häuptle (58' Worm), Winter, Van De Putte, Heuver, Hulshof (58' Onzia), Pluim , Roelvink, Dekker, Pieëte                                                     |
| |                                                               |           |                                                                             | |
| 3 oktober 2008 | FC Twente                                                     | 0-3 (0-1) | sc Heerenveen                                                               | Opstelling FC Twente: |
| Sportpark Slangenbeek 250 toeschouwers Hilger |                                                               |           | Sylvia Smit 35' Sylvia Smit 46' Rosanne Roeles 80'                          | Loeven, Roelvink, Minnaar, Winter, Van De Putte (63' Bijl, Heuver, Onzia, Pluim , Worm, Dekker (35' Hulshof), Geurts (46' Pieëte)                                            |
| |                                                               |           |                                                                             | |
| 9 oktober 2008 | ADO Den Haag                                                  | 2-3 (2-1) | FC Twente                                                                   | Opstelling FC Twente: |
| Sportcomplex De Aftrap 150 toeschouwers IJsbrandy (18' Straver) | Jill Wilmot 11' Leonne Stentler 30'                           |           | Laura Geurts 10' Maayke Heuver 54' Nora Häuptle 90+1'                       | Loeven, Heuvels (30' Häuptle), Winter, Van De Putte, Heuver, Hulshof, Pluim (75'Pieëte), Bijl (60' Bleuming), Worm, Dekker, Geurts                                           |
| - In de 18e minuut werd scheidsrechter IJsbrandy vervangen door Straver vanwege een hamstringblessure.                                                                         |                                                               |           |                                                                             | |
| |                                                               |           |                                                                             | |
| 16 oktober 2008 | FC Twente                                                     | 1-0 (0-0) | Roda JC                                                                     | Opstelling FC Twente: |
| Sportpark Slangenbeek 400 toeschouwers M.B. van den Kerkhofs | Laura Geurts 60'                                              |           |                                                                             | Loeven, Minnaar (66' Roelvink), Winter, Van De Putte, Heuver, Hulshof (75'Pieëte), Pluim , Bijl, Onzia (66' Bleuming), Dekker, Geurts                                        |
| |                                                               |           |                                                                             | |
| 6 november 2008 | FC Twente                                                     | 0-1 (0-0) | FC Utrecht                                                                  | Opstelling FC Twente: |
| De Grolsch Veste 1.500 toeschouwers R. Meems |                                                               |           | Shanice van de Sanden 68'                                                   | Loeven, Roelvink, Winter, Van De Putte, Bijl, Hulshof, Onzia (59' Bleuming), Heuver, Worm (75' Heuvels), Dekker , Geurts (46' Pieëte)                                        |
| |                                                               |           |                                                                             | |
| 13 november 2008 | Willem II                                                     | 1-1 (1-1) | FC Twente                                                                   | Opstelling FC Twente: |
| Sportcomplex Bijstervelden 200 toeschouwers J. de Goeij | Niki de Cock 17'                                              |           | Marlous Pieëte 31'                                                          | Loeven, Roelvink, Winter, Heuvels, Wigger (46' Van De Putte), Heuver, Hulshof (60' Onzia), Bijl, Worm (70' Geurts), Dekker , Pieëte Winter, Dekker                           |
| |                                                               |           |                                                                             | |
| 20 november 2008 | FC Twente                                                     | 2-3 (0-1) | AZ                                                                          | Opstelling FC Twente: |
| Sportpark Slangenbeek 250 toeschouwers D. Serik | Marlous Pieëte 73' Anouk Dekker 74'                           |           | Claudia van den Heiligenberg 31' Chantal de Ridder 62' Dionne Demarteau 72' | Loeven, Roelvink, Winter, Heuvels (46' Bleuming), Heuver, Hulshof, Pluim (46' Minnaar), Bijl (46' Van De Putte), Onzia, Dekker , Pieëte Minnaar, Onzia                       |
| |                                                               |           |                                                                             | |
| 1 december 2008 | sc Heerenveen                                                 | 1-3 (1-1) | FC Twente                                                                   | Opstelling FC Twente: |
| Sportpark Skoatterwâld | Ilse Meekma 19'                                               |           | Ellen Jansen 37' Ellen Jansen 88' Maayke Heuver 90+1'                       | Loeven, Roelvink, Heuvels, Winter, Wigger (65' Van De Putte), Heuver, Hulshof, Jansen, Pieëte (60' Bleuming), Dekker , Worm (46' Minnaar)                                    |
| - De 16-jarige Ellen Jansen debuteerde voor FC Twente en scoorde twee keer. |                                                               |           |                                                                             | |
| |                                                               |           |                                                                             | |
| 11 december 2008 | FC Twente                                                     | 0-1 (0-0) | ADO Den Haag                                                                | Opstelling FC Twente: |
| FC Twente-trainingscentrum 250 toeschouwers IJsbrandy |                                                               |           | Geke Maat 84'                                                               | Loeven, Roelvink, Minnaar, Winter, Van De Putte, Heuver, Hulshof, Heuvels (45' Pieëte), Jansen (80' Bleuming), Worm (88' Wigger), Dekker                                     |
| |                                                               |           |                                                                             | |
| 18 december 2008 | Roda JC                                                       | 3-1 (1-1) | FC Twente                                                                   | Opstelling FC Twente: |
| Sportpark Kaalheide 250 toeschouwers | Stephanie Harmsen 37' Suzanne de Kort 48' Annika Pluijmen 70' |           | Maayke Heuver 42'                                                           | Loeven, Roelvink (60' Wigger), Minnaar, Winter, Van De Putte, Heuver, Hulshof (46' Onzia), Jansen, Bleuming, Dekker , Worm (46' Pieëte)                                      |
| |                                                               |           |                                                                             | |
| 29 januari 2009 | FC Utrecht                                                    | 2-3 (2-0) | FC Twente                                                                   | Opstelling FC Twente: |
| Sportcomplex Zoudenbalch 300 toeschouwers | Shanice van de Sanden 2' Shirley Smith 6'                     |           | Carola Winter 51' Carola Winter 60' Marlous Pieëte 77'                      | Loeven, Roetgering, Heuvels (55' Minnaar), Winter, Van De Putte, Heuver, Dekker , Hulshof, Pieëte, Jansen (70' Worm), Onzia (89' Geurts) Heuvels, Onzia                      |
| - Maud Roetgering maakte haar debuut voor FC Twente |                                                               |           |                                                                             | |
| |                                                               |           |                                                                             | |
| 5 februari 2009 | FC Twente                                                     | 2-1 (0-1) | Willem II                                                                   | Opstelling FC Twente: |
| complex Barbaros 150 toeschouwers B. van der Laan | Marlous Pieëte 56' Marlous Pieëte 90+3'                       |           | Kirsten van de Ven 13'                                                      | Loeven (46' Bosch), Roelvink, Minnaar, Winter, Van De Putte, Heuver, Dekker , Hulshof, Pieëte, Jansen (53' Wigger), Onzia                                                    |
| |                                                               |           |                                                                             | |
| 11 februari 2009 | FC Twente                                                     | 1-0 (1-0) | sc Heerenveen                                                               | Opstelling FC Twente: |
| FC Twente-trainingscentrum 100 toeschouwers N.S. Goutier | Marlous Pieëte 35'                                            |           |                                                                             | Loeven, Roelvink, Minnaar, Winter, Van De Putte, Heuver, Dekker , Hulshof, Pieëte, Jansen (55' Worm), Onzia (75' Heuvels) Minnaar , Dekker (62')                             |
| |                                                               |           |                                                                             | |
| 19 februari 2009 | AZ                                                            | 0-2 (0-1) | FC Twente                                                                   | Opstelling FC Twente: |
| Sportcomplex 't Lood 200 toeschouwers |                                                               |           | Marlous Pieëte 32' Marlous Pieëte 52'                                       | Loeven, Roelvink, Minnaar, Winter, Van De Putte, Heuver, Dekker , Hulshof, Pieëte, Jansen (70' Wigger), Onzia (55' Bleuming)                                                 |
| |                                                               |           |                                                                             | |
| 19 maart 2009 | ADO Den Haag                                                  | 1-0 (0-0) | FC Twente                                                                   | Opstelling FC Twente: |
| Sportcomplex De Aftrap 500 toeschouwers B.B. van den Helder | Lisanne Grimberg 88'                                          |           |                                                                             | Loeven, Roelvink, Minnaar, Winter, Van De Putte, Heuver, Dekker , Hulshof, Wigger (71' Worm), Jansen (71' Van der Heijde), Onzia (58' Bleuming) Heuver (80')                 |
| |                                                               |           |                                                                             | |
| 25 maart 2009 | FC Twente                                                     | 2-0 (1-0) | Roda JC                                                                     | Opstelling FC Twente: |
| FC Twente-trainingscentrum 50 toeschouwers S. de Kort | Anouk Dekker 45' Lenie Onzia 47'                              |           |                                                                             | Loeven, Roelvink, Minnaar, Winter, Van De Putte (75' Heuvels), Heuver (65' Roessink), Van der Heijde (65' Geurts), Hulshof, Bleuming, Dekker , Onzia                         |
| - Ines Roessink maakte haar debuut voor FC Twente. - Vanwege interlandverplichtingen met Oranje onder 17 ontbraken Larissa Wigger, Ellen Jansen, Siri Worm en Maud Roetgering. |                                                               |           |                                                                             | |
| |                                                               |           |                                                                             | |
| 2 april 2009 | FC Twente                                                     | 1-0 (0-0) | FC Utrecht                                                                  | Opstelling FC Twente: |
| De Grolsch Veste 1.500 toeschouwers N.S. Goutier | Anouk Dekker 86' (pen.)                                       |           |                                                                             | Loeven, Roelvink, Minnaar, Winter, Van De Putte, Hulshof, Jansen, Dekker , Heuver (87' Worm), Onzia (77' Bleuming), Pieëte Worm (90')                                        |
| - FC Utrecht-speelster Hoogendijk kreeg in de 70e minuut een rode kaart wegens het neerhalen van een doorgebroken speelster.                                                   |                                                               |           |                                                                             | |
| |                                                               |           |                                                                             | |
| 9 april 2009 | Willem II                                                     | 1-0 (1-0) | FC Twente                                                                   | Opstelling FC Twente: |
| Sportcomplex Bijstervelden 250 toeschouwers | Kirsten van de Ven 16'                                        |           |                                                                             | Loeven, Roelvink (85' Bleuming), Minnaar, Winter, Van De Putte, Hulshof, Jansen (46' Van der Heijde), Dekker , Heuver (75' Wigger), Onzia, Pieëte Winter (56')               |
| |                                                               |           |                                                                             | |
| 15 april 2009 | FC Twente                                                     | 0-1 (0-1) | AZ                                                                          | Opstelling FC Twente: |
| FC Twente-trainingscentrum 175 toeschouwers |                                                               |           | Claudia van den Heiligenberg 8'                                             | Loeven, Roelvink, Minnaar, Winter (46' Wigger), Hulshof, Van der Heijde (70' Onzia), Dekker , Heuver (80' Worm), Jansen, Pieëte                                              |
| |                                                               |           |                                                                             | |
| 14 mei 2009 | sc Heerenveen                                                 | 2-1 (1-1) | FC Twente                                                                   | Opstelling FC Twente: |
| Sportpark Skoatterwâld 100 toeschouwers | Leonie van de Velde 3' Carmen Manduapessy 46'                 |           | Marlous Pieëte 43'                                                          | Loeven, Roelvink, Heuvels, Winter, Van De Putte, Heuver (70' Wigger), De Boer (60' Hulshof), Dekker , Pieëte, Onzia, Van der Heijde (75' Bleuming)                           |
| - Marloes de Boer maakte na maanden van blessureleed haar rentree op de Nederlandse velden.                                                                                    |                                                               |           |                                                                             | |
| |                                                               |           |                                                                             | |
| 20 mei 2009 | FC Twente                                                     | 1-1 (0-1) | ADO Den Haag                                                                | Opstelling FC Twente: |
| De Grolsch Veste 3.000 toeschouwers Van Leijenhorst | Anouk Dekker 75'                                              |           | Esther Scheenaard 45+1' (pen.)                                              | Loeven, Roelvink, De Boer, Winter, Van De Putte, Hulshof, Minnaar (78' Heuvels), Dekker , Pieëte, Onzia (46' Heuver), Van der Heijde (62' Wigger) Loeven (45')               |
| - Door de puntendeling is het voor ADO Den Haag niet meer mogelijk om landskampioen te worden.                                                                                 |                                                               |           |                                                                             | |
| |                                                               |           |                                                                             | |
| 28 mei 2009 | Roda JC                                                       | 1-3 (1-1) | FC Twente                                                                   | Opstelling FC Twente: |
| Sportpark Kaalheide 120 toeschouwers B. van der Laan | Shirley Kocacinar 45' (pen.)                                  |           | Marlous Pieëte 20' Marlous Pieëte 77' Marlous Pieëte 89'                    | Loeven (46' Bosch), Roelvink, De Boer (6' Heuver), Winter, Van De Putte, Hulshof, Dekker (46' Bleuming), Onzia, Pieëte, Heuvels, Van der Heijde                              |

### KNVB beker
|                          |      |           |                                    | |
| 28 maart 2009 (2e ronde) | HZVV | 0-2 (0-0) | FC Twente                          | Opstelling FC Twente: |
|                          |      |           | Carola Winter 60' Laura Geurts 85' | Loeven, Roelvink, Minnaar, Bakker, Heuvels, Roessink, Winter (75' Hulshof), Van der Heijde (70' Geurts), Bleuming, Dekker , Mijnheer (46' Pieëte) |

## Statistieken

### Algemeen
| Omschrijving                  | Kader      | Uitkomst                                         |
| ----------------------------- | ---------- | ------------------------------------------------ |
| Grootste overwinning          | Competitie | diverse duels, 2 doelpunten verschil             |
| Grootste overwinning          | Beker      | HZVV uit (0-2)                                   |
| Grootste nederlaag            | Competitie | sc Heerenveen thuis (0-3), Willem II thuis (0-3) |
| Grootste nederlaag            | Beker      | n.v.t.                                           |
| Meest doelpuntrijke wedstrijd | Competitie | diverse duels, 5 doelpunten                      |
| Meest doelpuntrijke wedstrijd | Beker      | HZVV uit (0-2)                                   |

### Topscorers

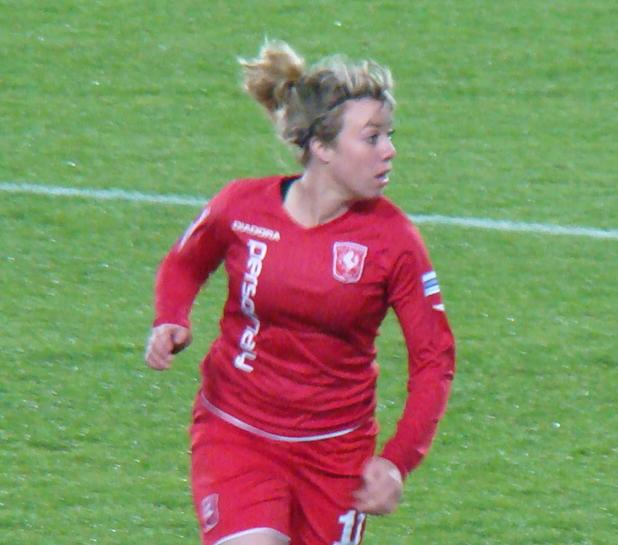
Topscorer Marlous Pieëte.

| #      | Naam           | ED | B | Tot. |
| ------ | -------------- | -- | - | ---- |
| 1      | Marlous Pieëte | 12 | 0 | 12   |
| 2      | Anouk Dekker   | 4  | 0 | 4    |
| 3      | Laura Geurts   | 2  | 1 | 3    |
| 3      | Maayke Heuver  | 3  | 0 | 3    |
| 3      | Carola Winter  | 2  | 1 | 3    |
| 6      | Ellen Jansen   | 2  | 0 | 2    |
| 6      | Lenie Onzia    | 2  | 0 | 2    |
| 8      | Nora Häuptle   | 1  | 0 | 1    |
| Totaal | Totaal         | 28 | 2 | 30   |

### Gele kaarten

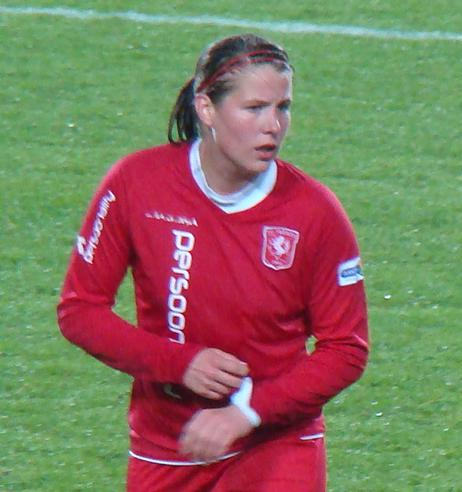
Onzia kreeg tweemaal geel.

| #      | Naam               | ED | B | Tot. |
| ------ | ------------------ | -- | - | ---- |
| 1      | Félicienne Minnaar | 2  | 0 | 2    |
| 1      | Lenie Onzia        | 2  | 0 | 2    |
| 1      | Carola Winter      | 2  | 0 | 2    |
| 4      | Anouk Dekker       | 1  | 0 | 1    |
| 4      | Jolijn Heuvels     | 1  | 0 | 1    |
| 4      | Maayke Heuver      | 1  | 0 | 1    |
| 4      | Tiffany Loeven     | 1  | 0 | 1    |
| 4      | Larissa Wigger     | 1  | 0 | 1    |
| 4      | Siri Worm          | 1  | 0 | 1    |
| Totaal | Totaal             | 12 | 0 | 12   |

### Rode kaarten
| #      | Naam               | ED | B | Tot. |
| ------ | ------------------ | -- | - | ---- |
| 1      | Anouk Dekker       | 1  | 0 | 1    |
| 1      | Félicienne Minnaar | 1  | 0 | 1    |
| Totaal | Totaal             | 2  | 0 | 2    |